# Anhangabaú (metropolitana di San Paolo)
Anhangabaú è una stazione della linea 3 della metropolitana di San Paolo. Si trova sotto rua Formosa, nel distretto di República. 

## Storia
È stata inaugurata il 26 settembre 1983.

## Interscambi
Nelle vicinanze della stazione effettuano fermata diverse linee di autobus urbani e interurbani. La stazione è collegata direttamente con il Terminal Bandeira.
- Fermata autobus

## Servizi
La stazione dispone di:
- Accessibilità per portatori di handicap
- Ascensori
- Scale mobili
- Biglietteria a sportello
- Biglietteria automatica